# Hyundai Motor Manufacturing Alabama
Die Hyundai Motor Manufacturing Alabama, LLC ist ein Automobilhersteller und Motorenbauer mit Unternehmenssitz in der Stadt Montgomery im US-Bundesstaat Alabama. Das Unternehmen befindet sich am Hyundai Boulevard und besitzt dadurch eine Direktverbindung an die vorbeiführende Interstate 65. Die maximale Jahreskapazität des Werkes liegt bei 300.000 Einheiten.

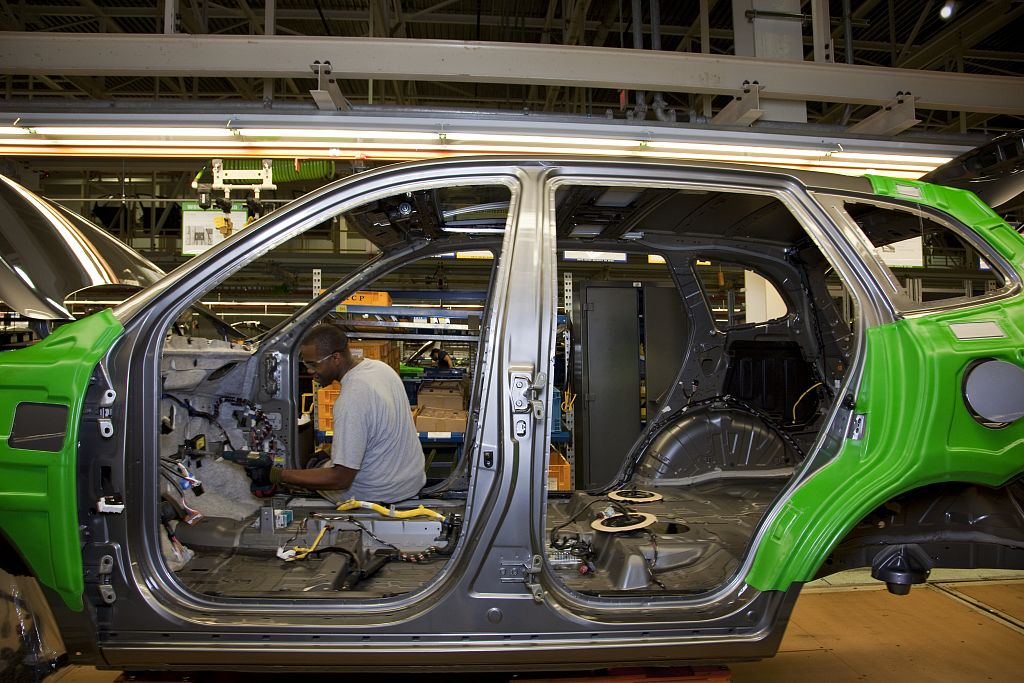
Ein angehender Santa Fe.

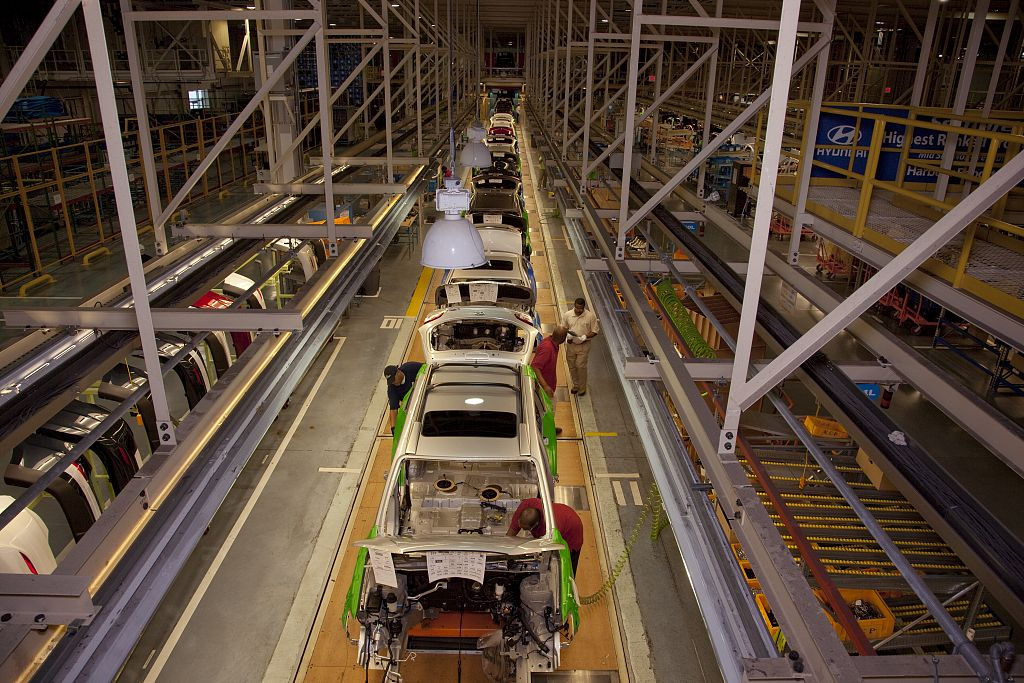
Die Montagelinie des Santa Fe.

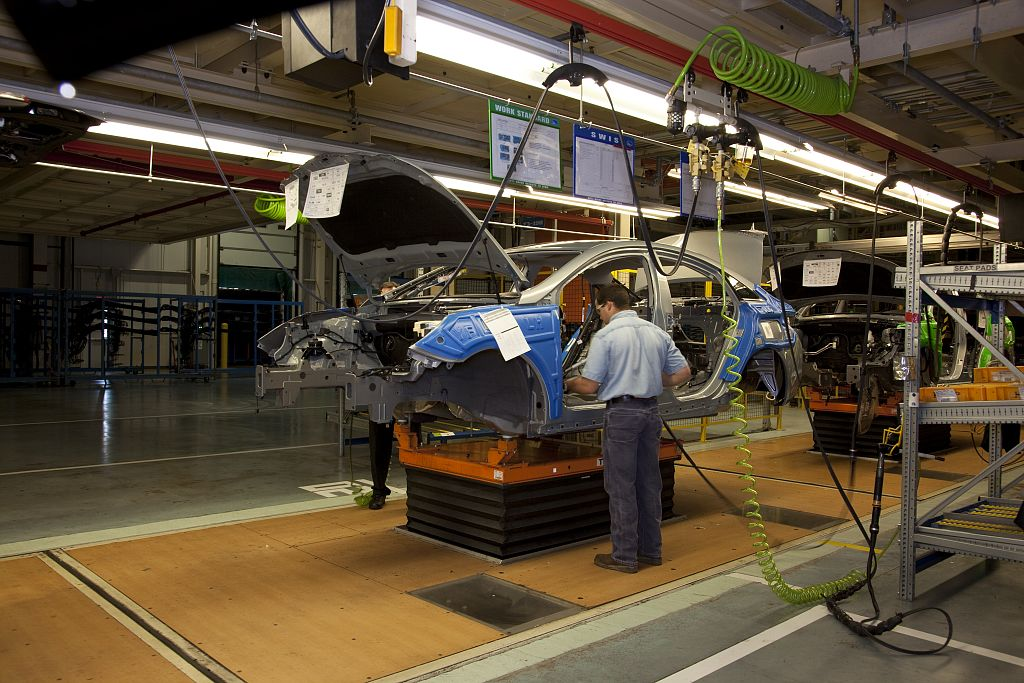
Der Bau eines neuen Sonata.

## Unternehmensgeschichte
Der Bau des Werkes war am 2. April 2002 von der Hyundai Motor Company bekanntgegeben worden. Für die Errichtung hatte man zu jener Zeit eine Investition in der Höhe von 1. Milliarde US$ veranschlagt. Die offizielle Unternehmensgründung erfolgte schließlich am 12. April 2002. Die Grundsteinlegung hielt man bereits wenige Tage später, am 16. April ab, obwohl die eigentlichen Bauarbeiten erst im November anliefen.
Die erste Ausschreibung um geeignetes Personal zu finden, tätigte man am 23. Februar 2003. Die Einstellungen der 2.700 Arbeitnehmer erfolgten im Herbst. Im Rahmen des Kick-Off-Events mussten einige der Team-Mitglieder im südkoreanischen Ulsan-Werk an einer mehreren Monaten andauernden Schulung teilnehmen. Unterdessen begann am 5. Februar 2004 die erste von zwei 5.400 t schweren Stanzautomaten aus Tokio seine Schiffsreise. Diese traf dann am 9. März am Pier D-9 der Hafenbehörde in Mobile ein. Der weitere Transport erfolgte mit einem Binnenschiff auf dem Alabama Rivers. Die übrigen Teile dagegen sind mit Lastkraftwagen direkt zum Highsmith-Werk transportiert worden. Der Stanzautomat traf erst am 15. März in Burkville ein und wurde dort umgehend auf einen Doppelspur-Lastkraftwagen verladen. Die 56 Meilen lange Transportstrecke führte hauptsächlich über einen kurzen Abschnitt des Highway 80, regional besser bekannt als Selma Highway. Die Strecke musste für diesen Schwertransport zeitweilig gesperrt werden. Im Juni erfolgte dann endlich die Fertigstellung der Anlage, sodass die Teilzeitarbeitskräfte ihre Arbeit aufnehmen konnten. Die Bauarbeiten hatten im Ganzen 400.000 US$ mehr gekostet als veranschlagt war. Darüber hinaus haben sich 72 Automobilzulieferer aus ganz Nordamerika dazu bereit erklärt die Produktion des Werkes sicherzustellen. Dies verschafft rund 5.500 zusätzliche Arbeitsplätze.
Der Start der Vorproduktion begann im Juli 2004, einen Monat bevor das südkoreanische Ulsan-Werk es schaffte die Serienproduktion des neuen Sonatas aufzunehmen. An der Werkseröffnungszeremonie, die am 20. Mai 2005 abgehalten worden war, nahmen der Hyundai-Kia-CEO Chung Mong-koo, Gouverneur Bob Riley und Präsident George Walker Bush, teil. Zu diesem Anlass startete die HMMA ihre Serienfertigung des Sonata. Den Limited, ein Sondermodell des Sonatas, benannte man für die Exportmärkte außerhalb Nordamerikas als Transform, um nicht mit den dort lokal gefertigten Limited-Versionen verwechselt zu werden. Die Exportfahrzeuge für Russland dagegen hießen NF. Der Modellname Sonata war dort nicht in Verwendung. Am 18. April 2006 begann dann auch die Produktion des neuen Santa Fe.
Im Mai 2007 machte man den Spatenstich zur Errichtung eines eigenen 300 Millionen US$ teuren Motorenwerkes in dem 522 Arbeitnehmer beschäftigt werden sollen. Seit der Fertigstellung im September 2008 werden hier vierzylindrige Theta-Motoren montiert. Bis zu 286.528 Motoren können hier pro Jahr montiert werden. Der Elantra kam im November 2010 hinzu.
Gegen Jahresende erreichte das Werk dann die maximale Jahreskapazität und war den Ansturm der Bestellungen nicht mehr gewachsen. Dies war vorausgesehen, weswegen man sich bereits im August dafür entschieden hatte, die Nordamerika-Version des Sonatas für kurze Zeit aus dem Programm zu nehmen. In Wahrheit aber sollte dies nur die Markteinführung des neuen Sonata-Modells ermöglichen, dessen Produktion im Dezember anlief. Bereits im Herbst 2009 hatte der Sonata in den USA erhebliche Absatzschwierigkeiten, wodurch die Produktion erheblich gesenkt werden musste. 300 Arbeitsplätze gingen dadurch verloren. Ebenso der Santa Fe wurde gestrichen. Seine Produktion hatte man in das West-Point-Werk der Kia Motors Manufacturing Georgia, Inc. verlagern müssen. Der Sonata Transform wurde für den Export noch bis in den Dezember 2011 hinein produziert, als dann auch er, endgültig von der neuen Generation abgelöst worden ist.
Im März 2012 wird eine Werkserweiterung des Motorenwerkes beginnen. Für die Erweiterung ist eine Investition in der Höhe von 173 Millionen US$ vorgesehen. Insgesamt sollen durch diese Maßnahme 214 neue Arbeitsplätze entstehen und die Kapazität des Motorenwerkes auf ganze 300.000 Einheiten gesteigert werden.

## Modellübersicht

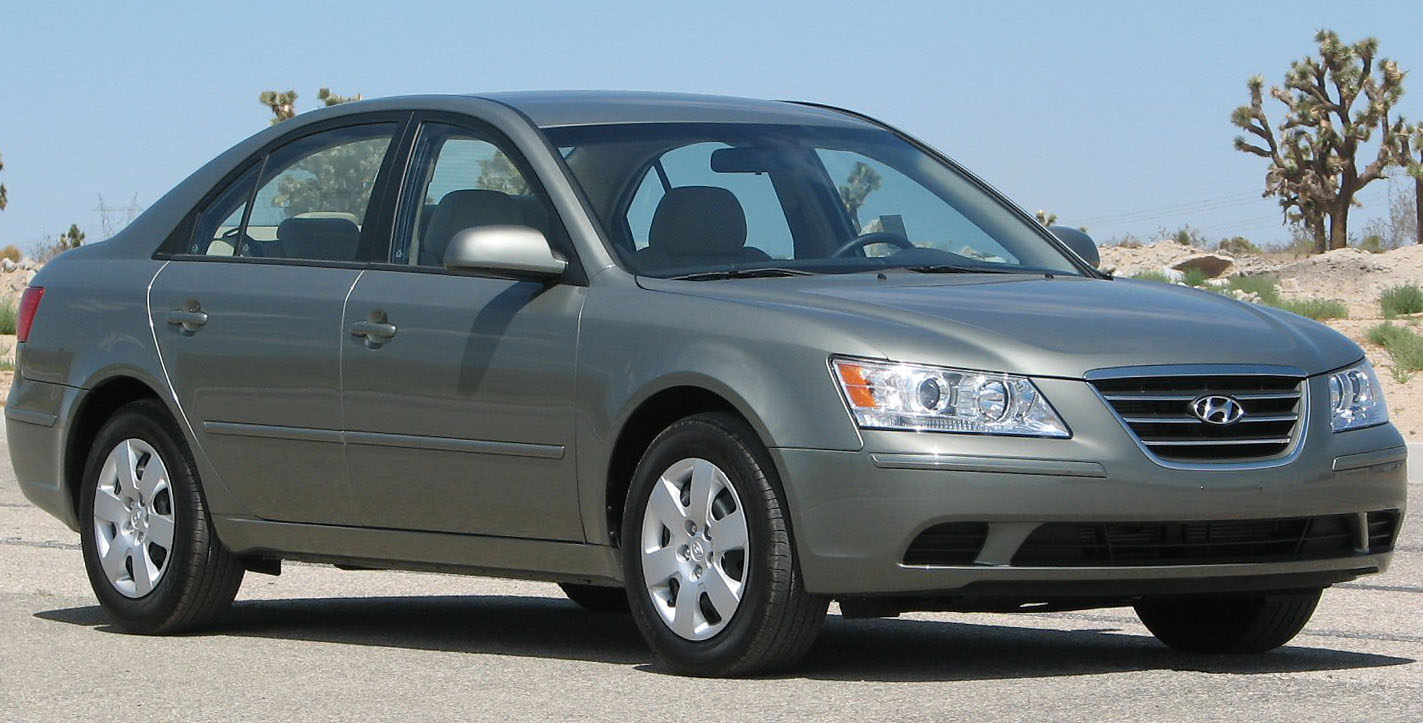
Hyundai Sonata V 2005 bis 2011
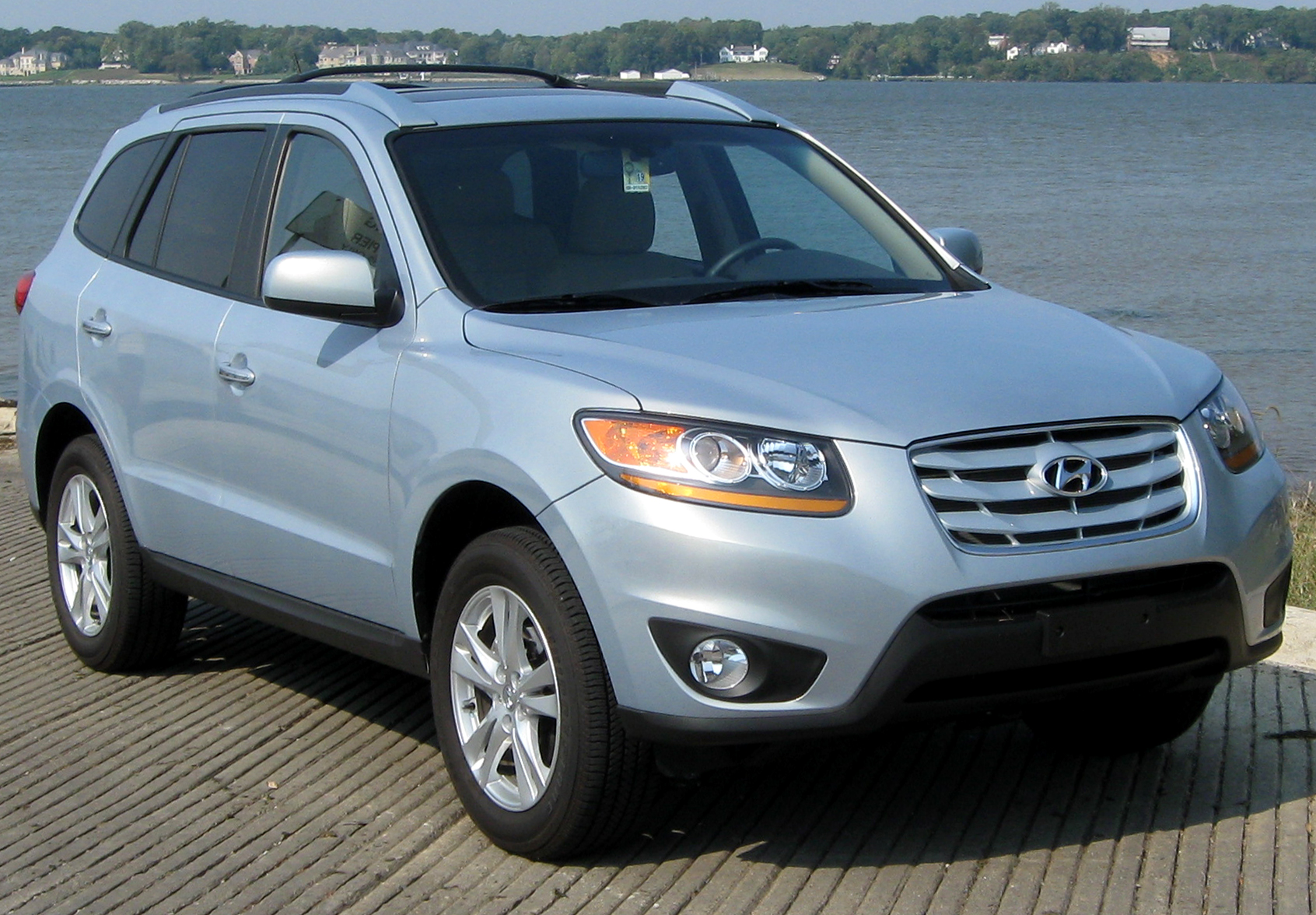
Hyundai Santa Fe II 2006 bis 2010
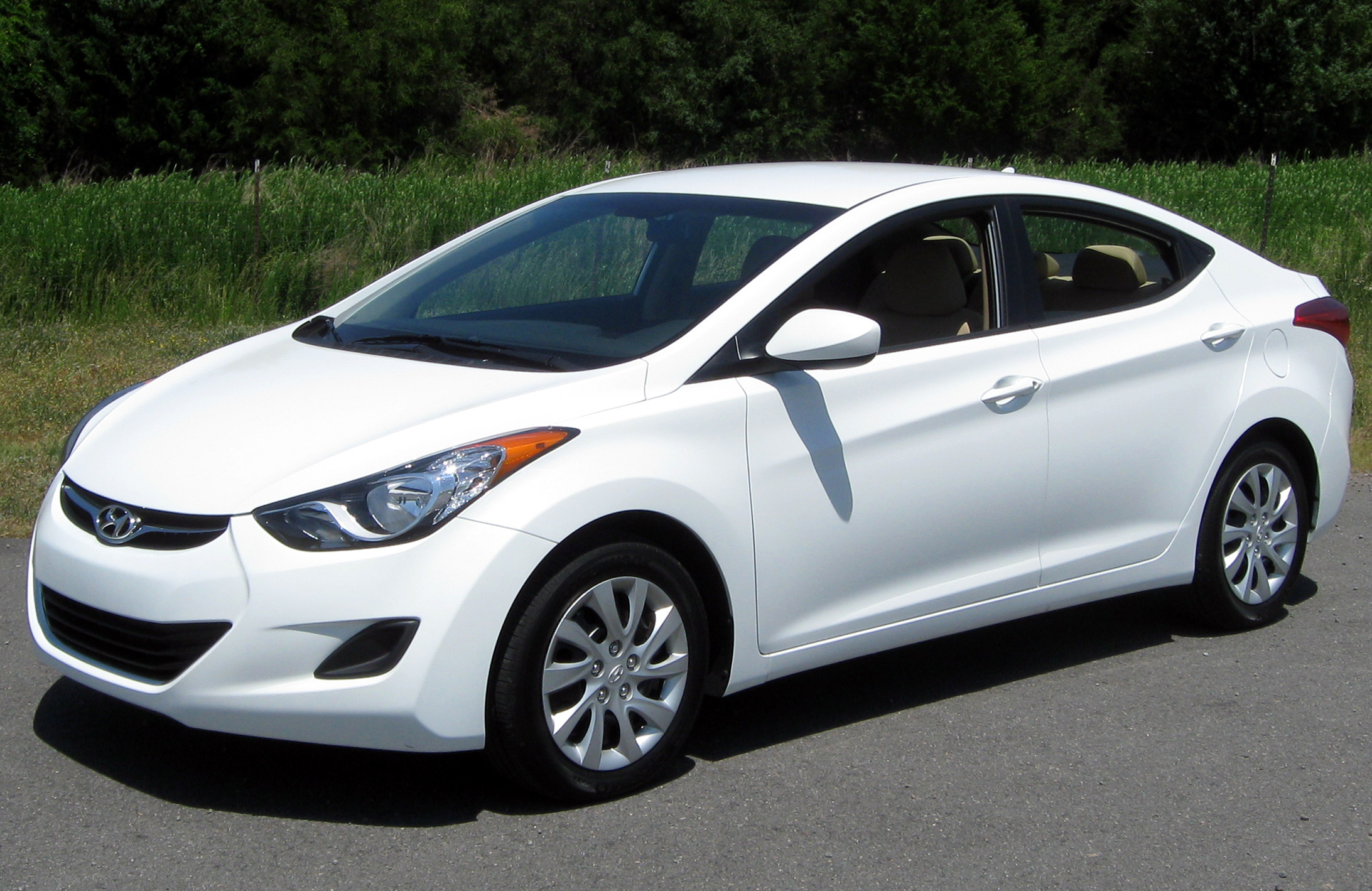
Hyundai Elantra V 2010 bis 2015
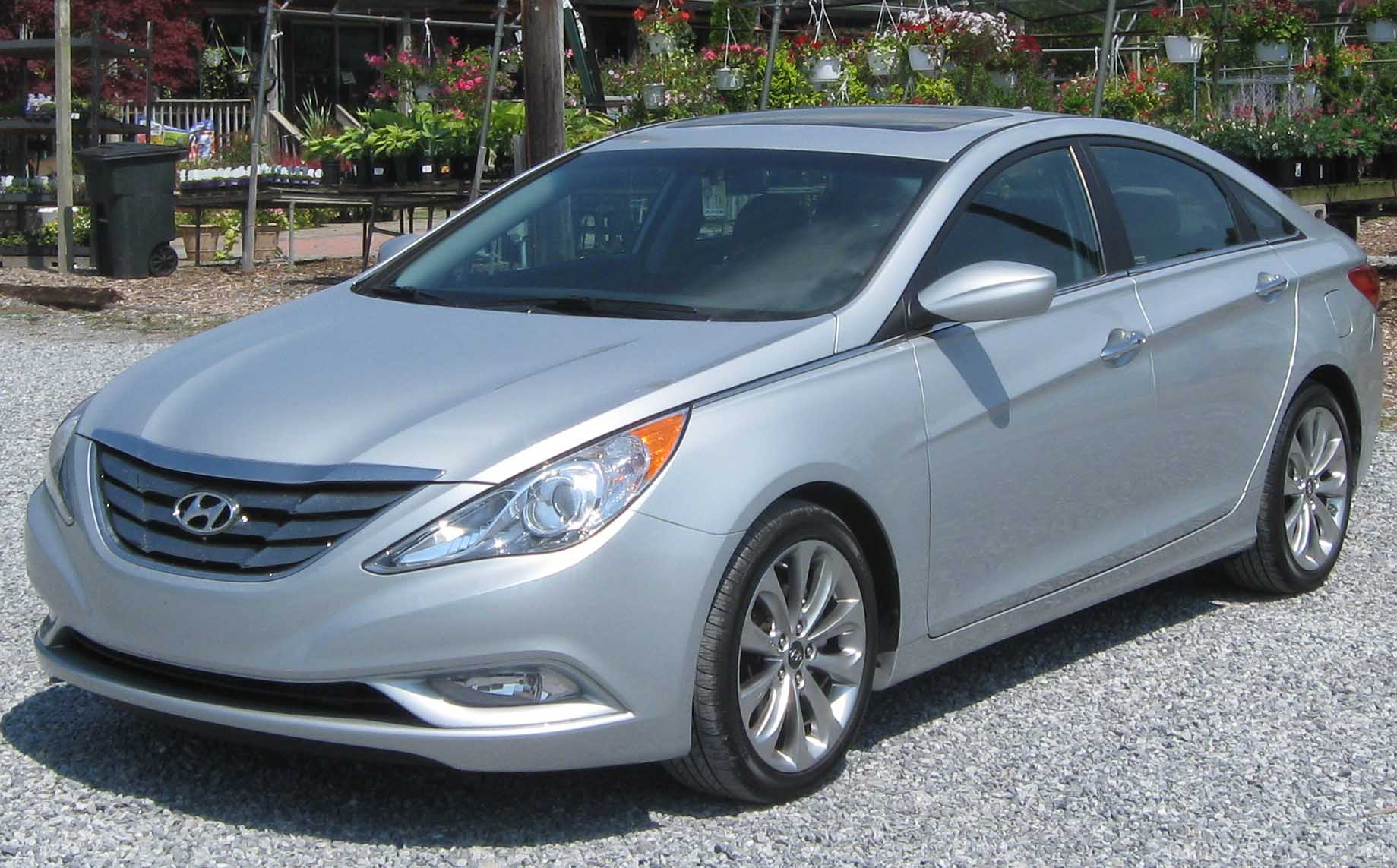
Hyundai Sonata VI 2010 bis 2014
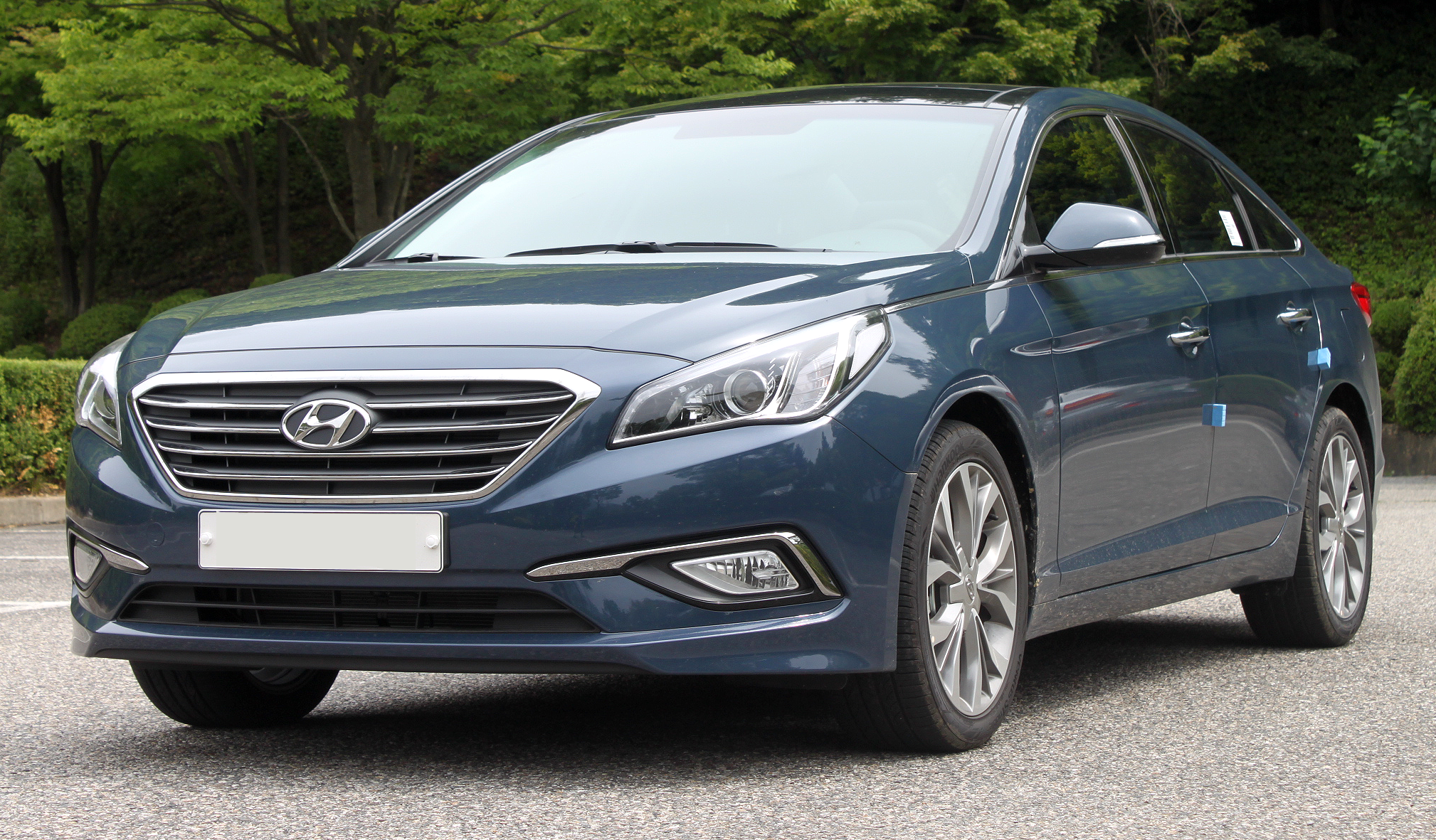
Hyundai Sonata VII 2014 bis 2019
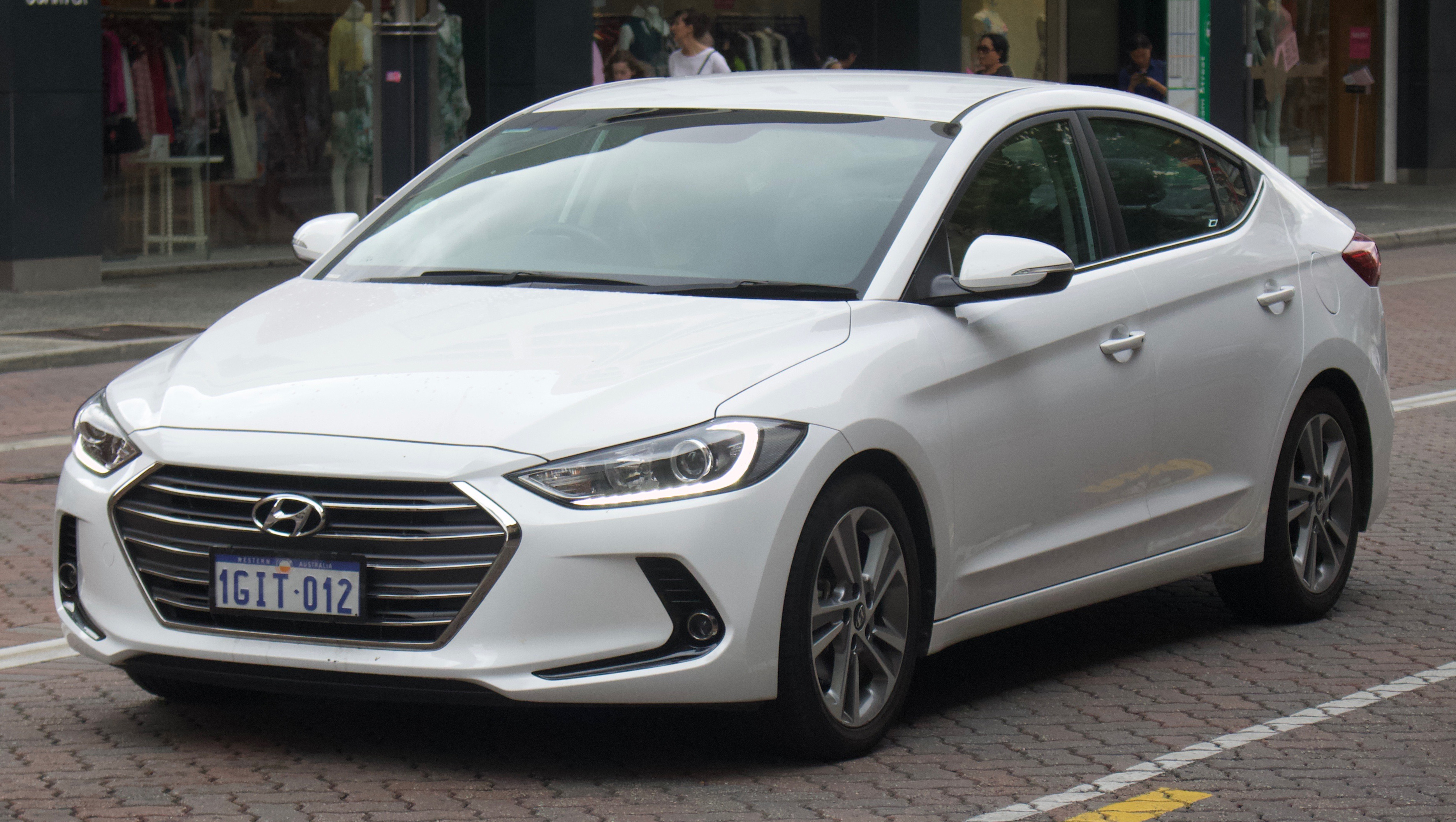
Hyundai Elantra VI 2015 bis 2020
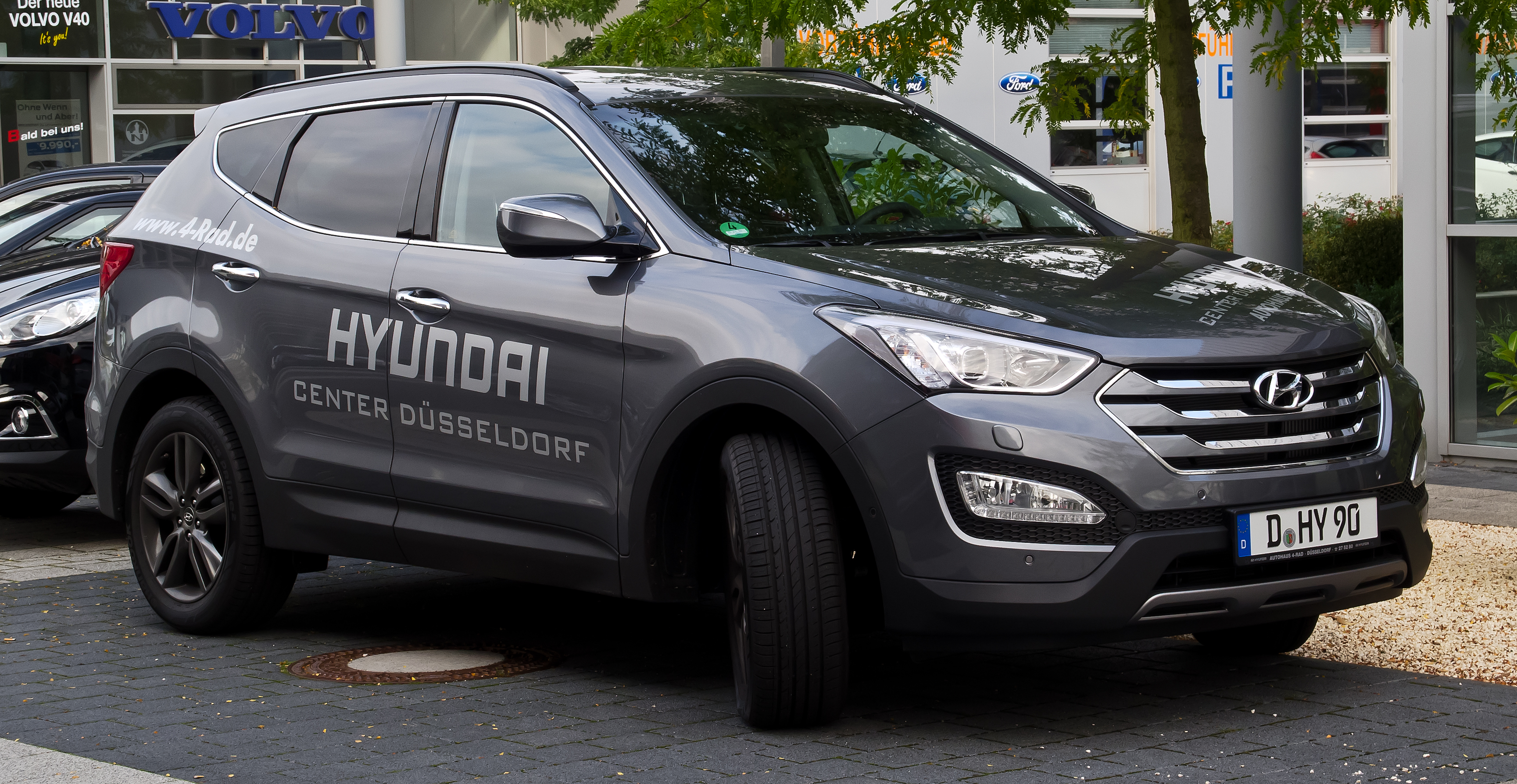
Hyundai Santa Fe III 2016 bis 2018
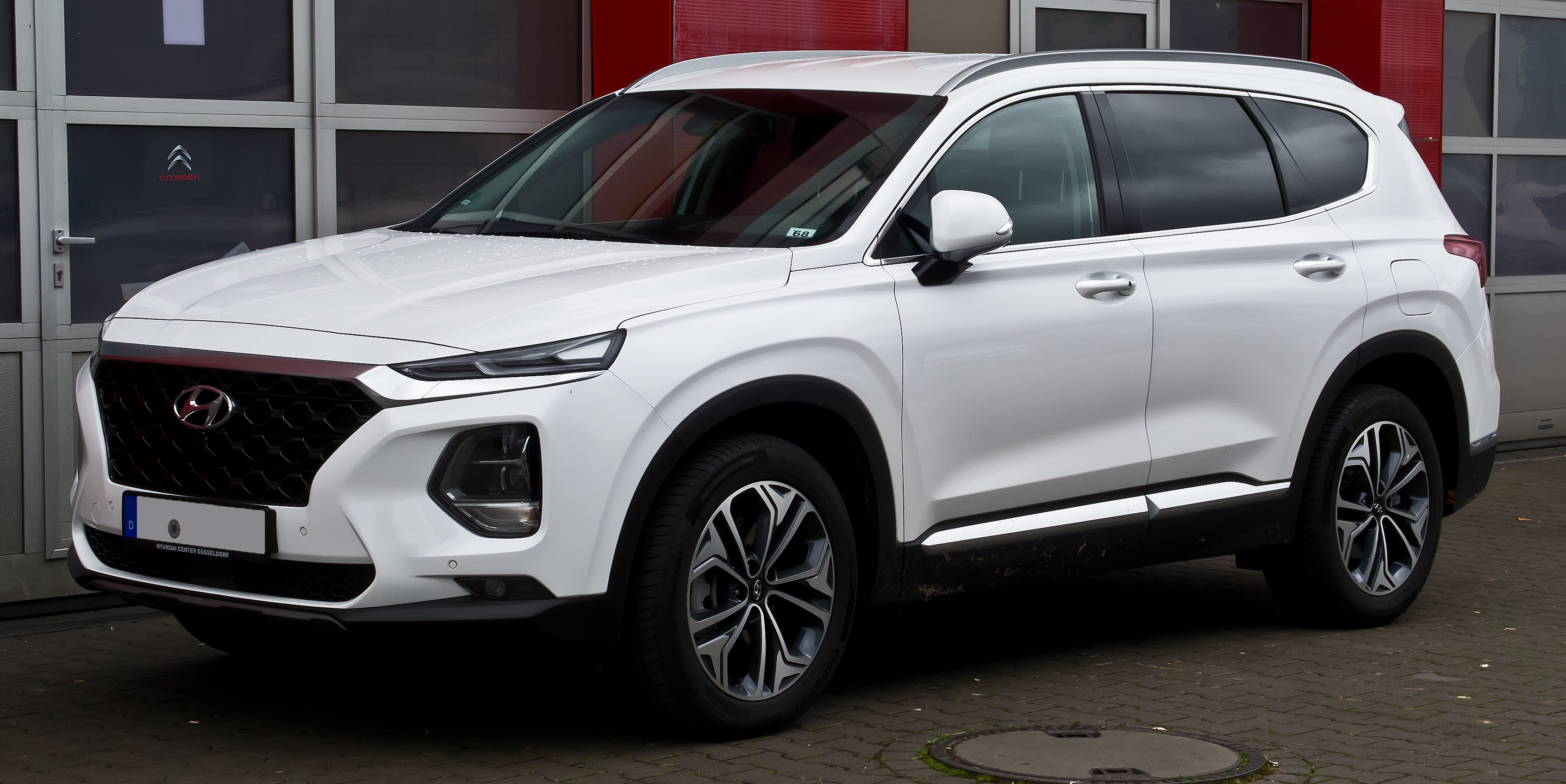
Hyundai Santa Fe IV seit 2018
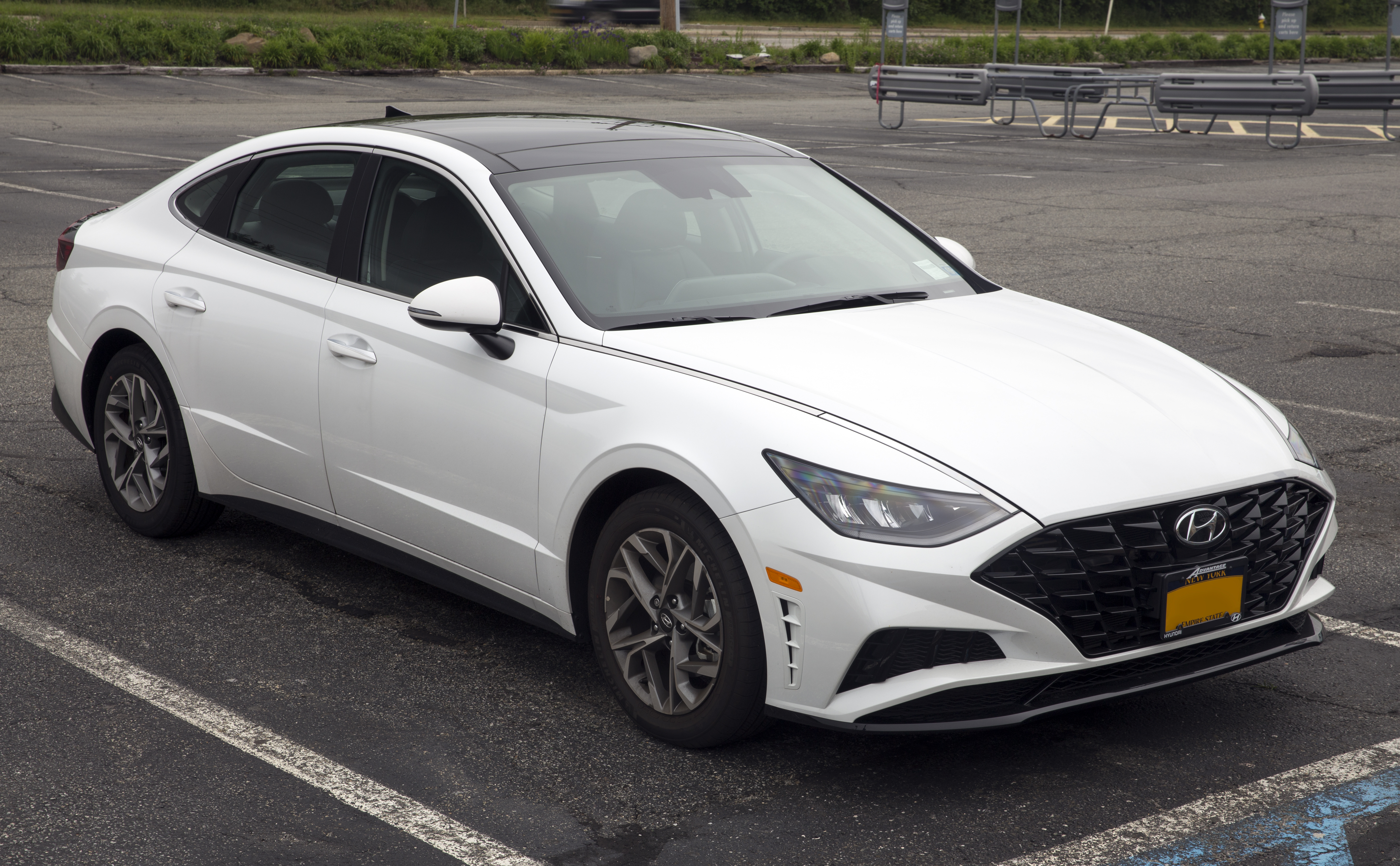
Hyundai Sonata VIII 2019 bis 2022
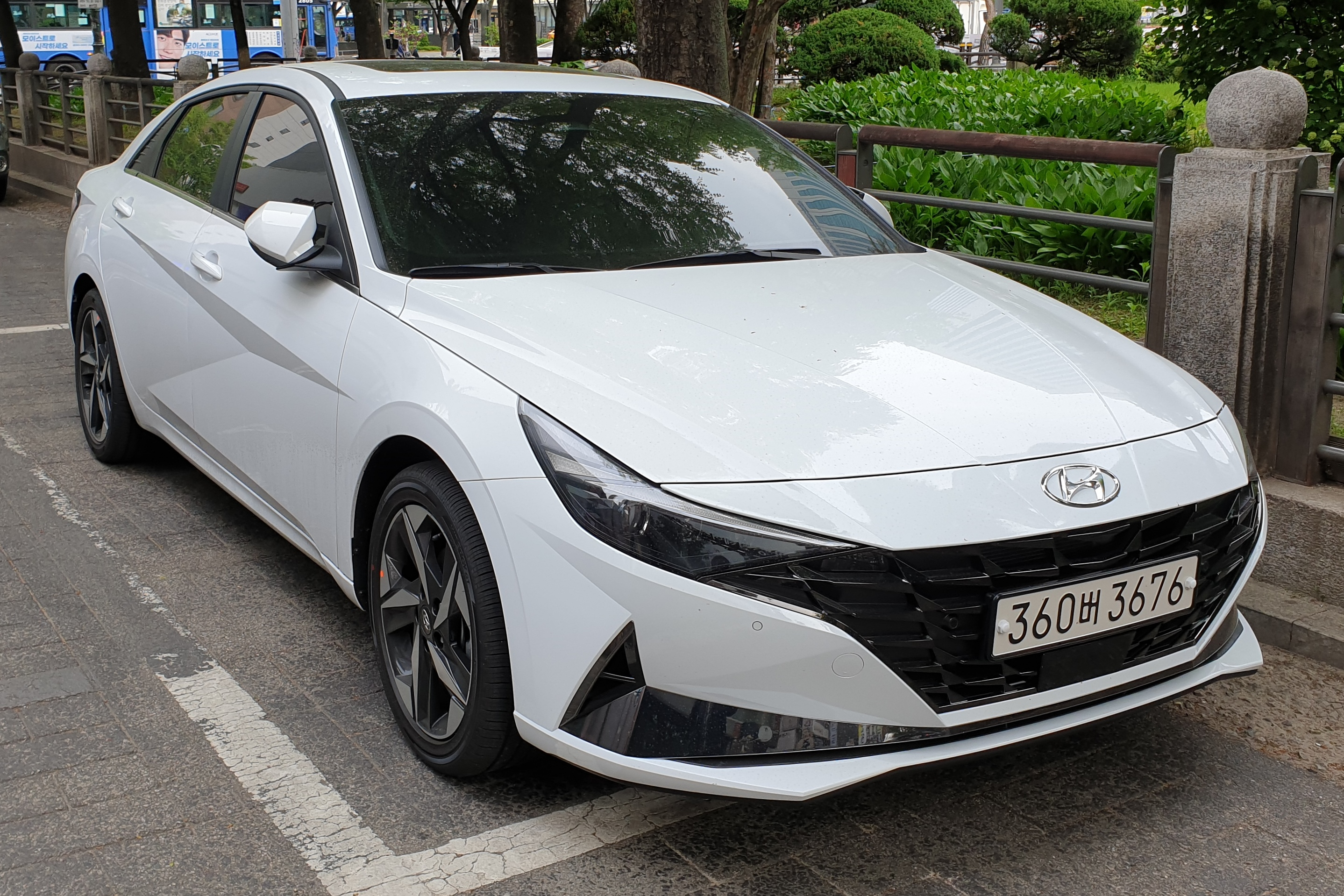
Hyundai Elantra VII seit 2020
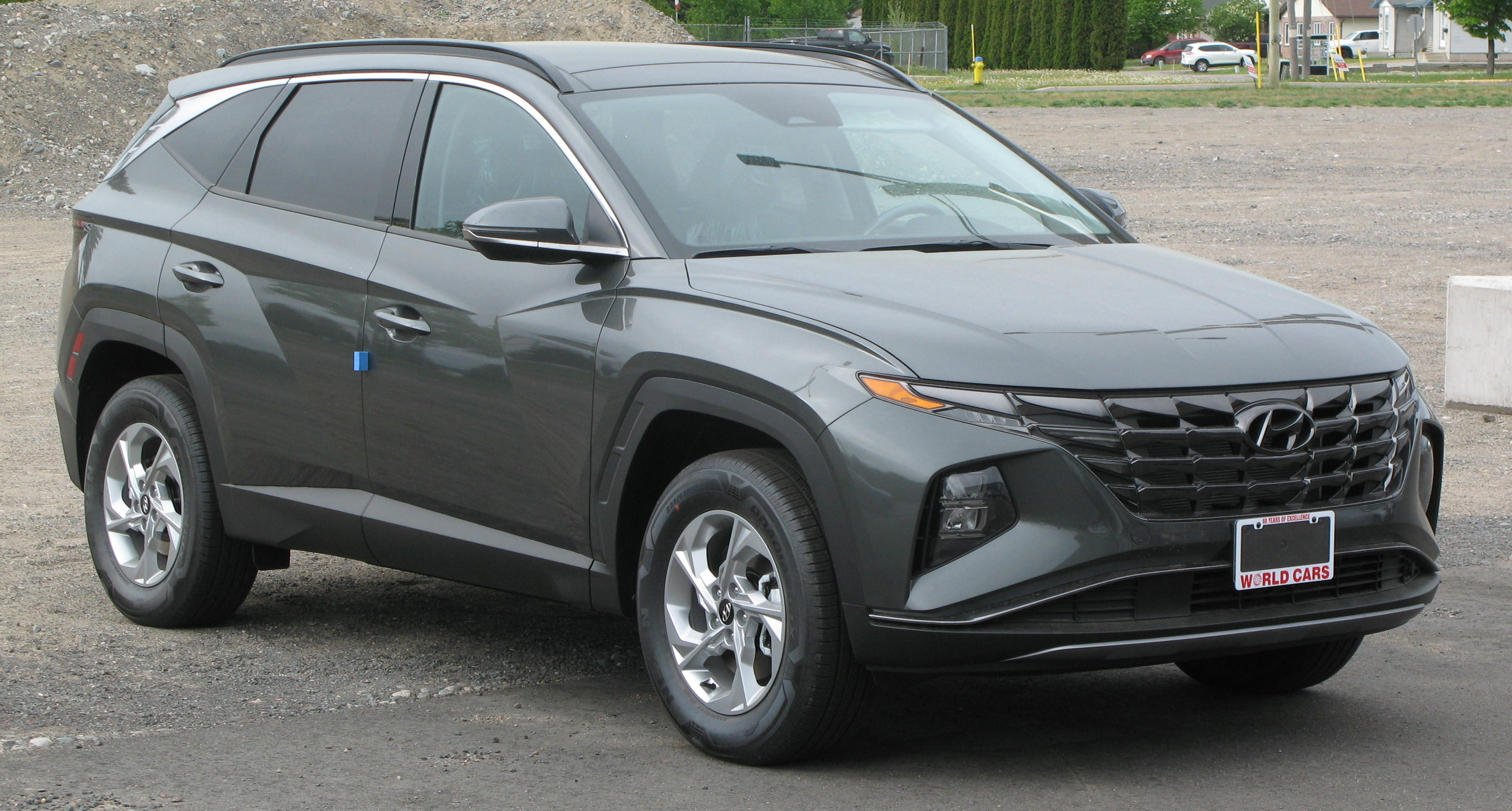
Hyundai Tucson LWB seit 2021
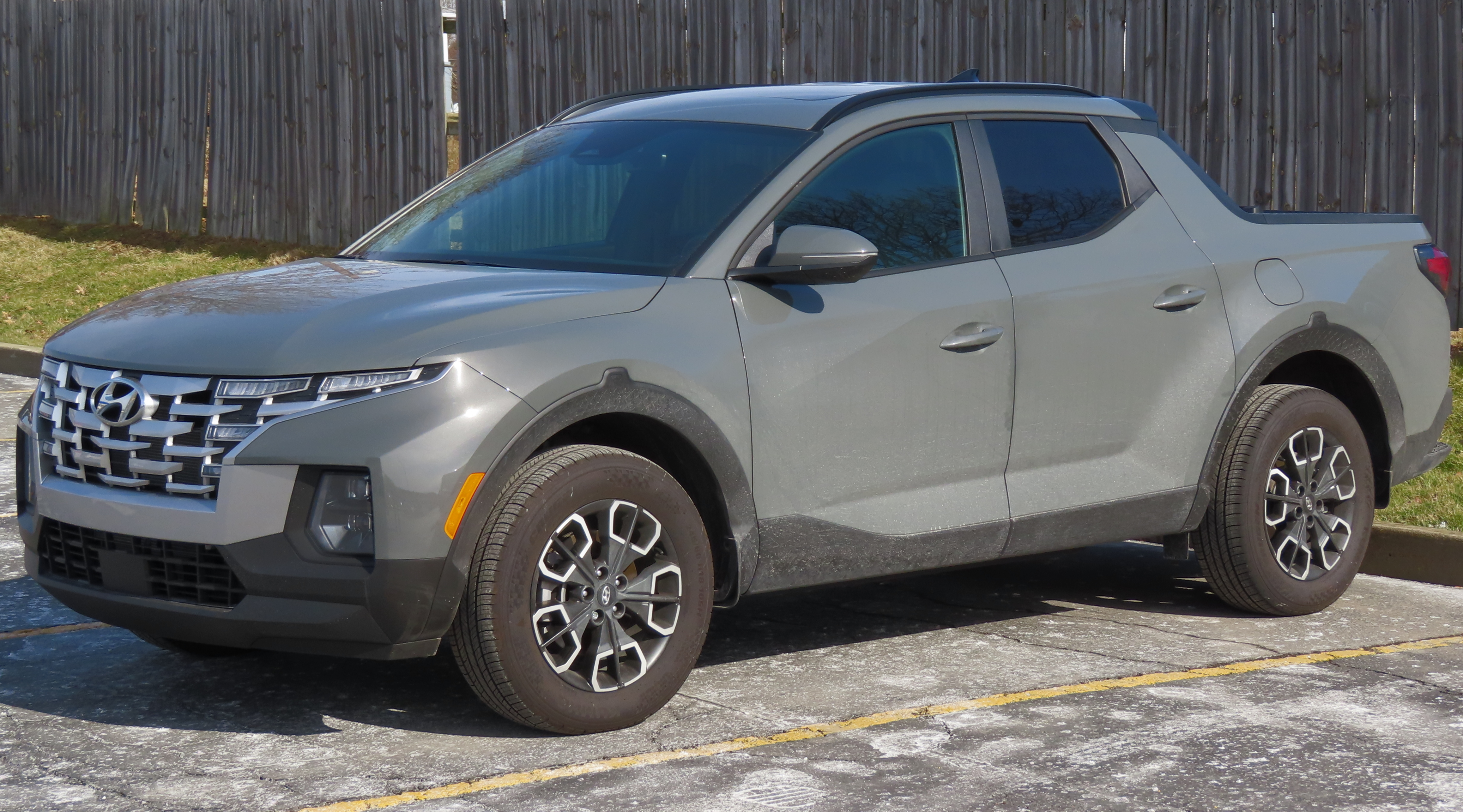
Hyundai Santa Cruz seit 2021
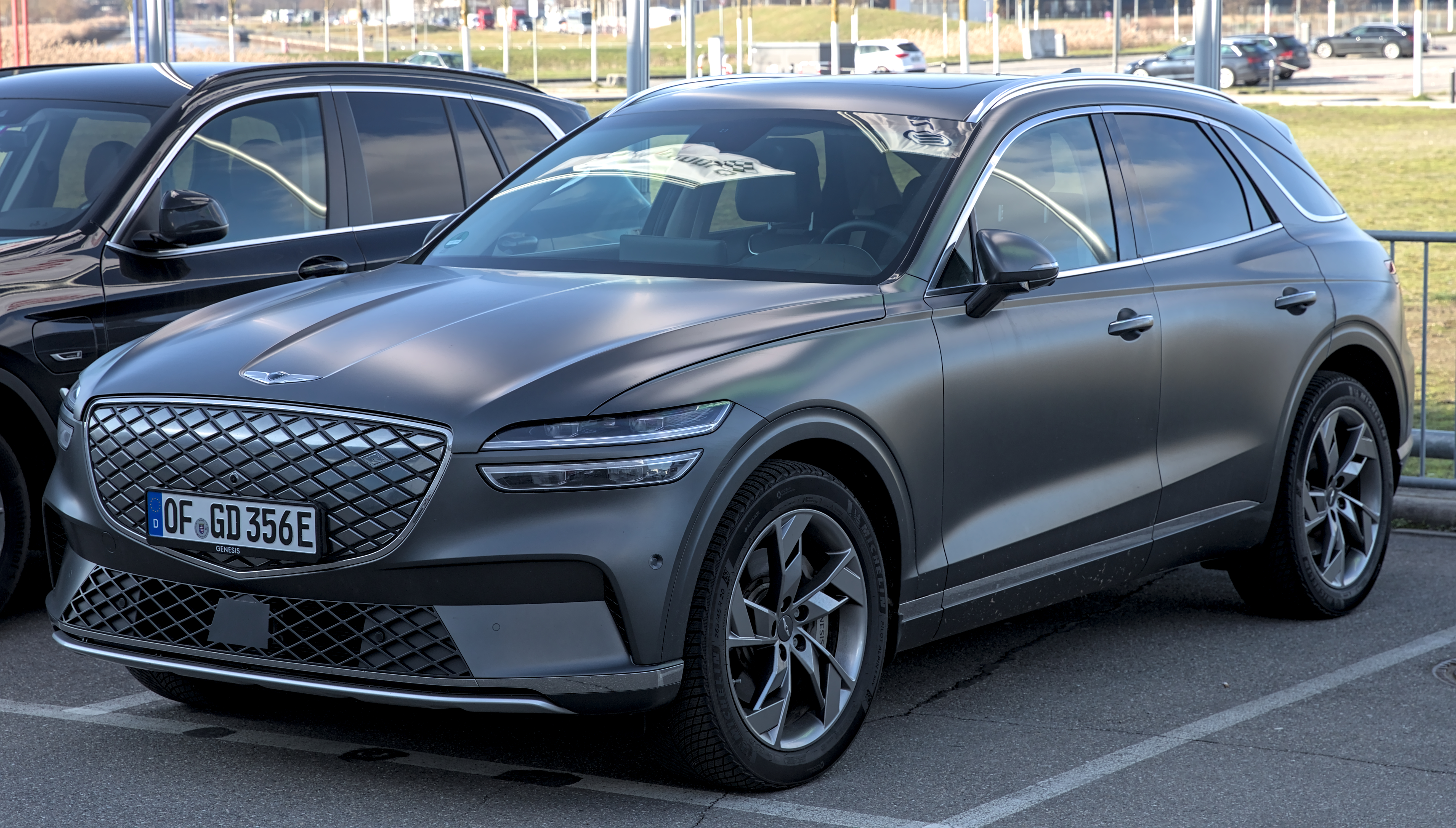
Genesis Electrified GV70 seit 2022